# Guériguindé Kourté
Guériguindé Kourté (auch: Guériguindé, Guériguindé Kourtey, Guériguindé Kourthey, Guéringuindé Kourté) ist ein Dorf in der Landgemeinde Liboré in Niger.

## Geographie
Das von einem traditionellen Ortsvorsteher (chef traditionnel) geleitete Dorf liegt am linken Ufer des Flusses Niger. Es befindet sich rund vier Kilometer nordwestlich des Hauptorts Liboré der gleichnamigen Landgemeinde, die zum Departement Kollo in der Region Tillabéri gehört. Zu den Siedlungen in der näheren Umgebung von Guériguindé Kourté zählen Guériguindé Zarma im Nordosten, Banigoungou im Südosten und im Südwesten am gegenüberliegenden Flussufer Gorou Kirey.
Guériguindé Kourté ist Teil der Übergangszone zwischen Sahel und Sudan. Die durchschnittliche jährliche Niederschlagsmenge beträgt hier zwischen 500 und 600 mm.

## Geschichte
Der Ortsname Guériguindé bedeutet „Antilopenhals“. Er verweist auf eine Zeit, als es noch Wildtiere wie Antilopen in der Gegend gab. Guériguindé Kourté hat zusätzlich die ethnische Gruppe der Kourté im Namen, das Nachbardorf Guériguindé Zarma hingegen die ethnische Gruppe der Zarma.

## Bevölkerung
Bei der Volkszählung 2012 hatte Guériguindé Kourté 745 Einwohner, die in 114 Haushalten lebten. Bei der Volkszählung 1988 betrug die Einwohnerzahl 347 in 52 Haushalten.

## Wirtschaft und Infrastruktur
Es gibt eine Schule im Dorf. Die kanadische Wohltätigkeitsorganisation Pencils for Kids erbaute wie in anderen Siedlungen in Liboré einen Kindergarten aus Zement, nachdem 2021 bei einem Brand eines aus Stroh errichteten Kindergartens in Niamey 20 Kinder gestorben waren.